# Pavao Rudan
Pavao Rudan (Zagreb, 15. prosinca 1942.), hrvatski akademik.

## Životopis
Redoviti je član Hrvatske akademije znanosti i umjetnosti.